# Porta Buoza
La porta Buoza è una porta delle mura cittadine di Pisa e si trova all'interno dell'area degli ospedali riuniti di Santa Chiara.

## Storia e descrizione
Il nome deriva dalla nobile famiglia pisana dei Buozi, e si trovava di fronte all'omonima via, oggi sparita.
Nel XX secolo, per consentire l'espansione dell'ospedale, il Comune provvide a demolire tutta la parte di antiche mura medioevali all'interno dell'area destinata ad uso ospedaliero per garantire nuove viabilità e strutture. L'antica porta è l'unico, piccolo, pezzo rimasto di quel tratto.

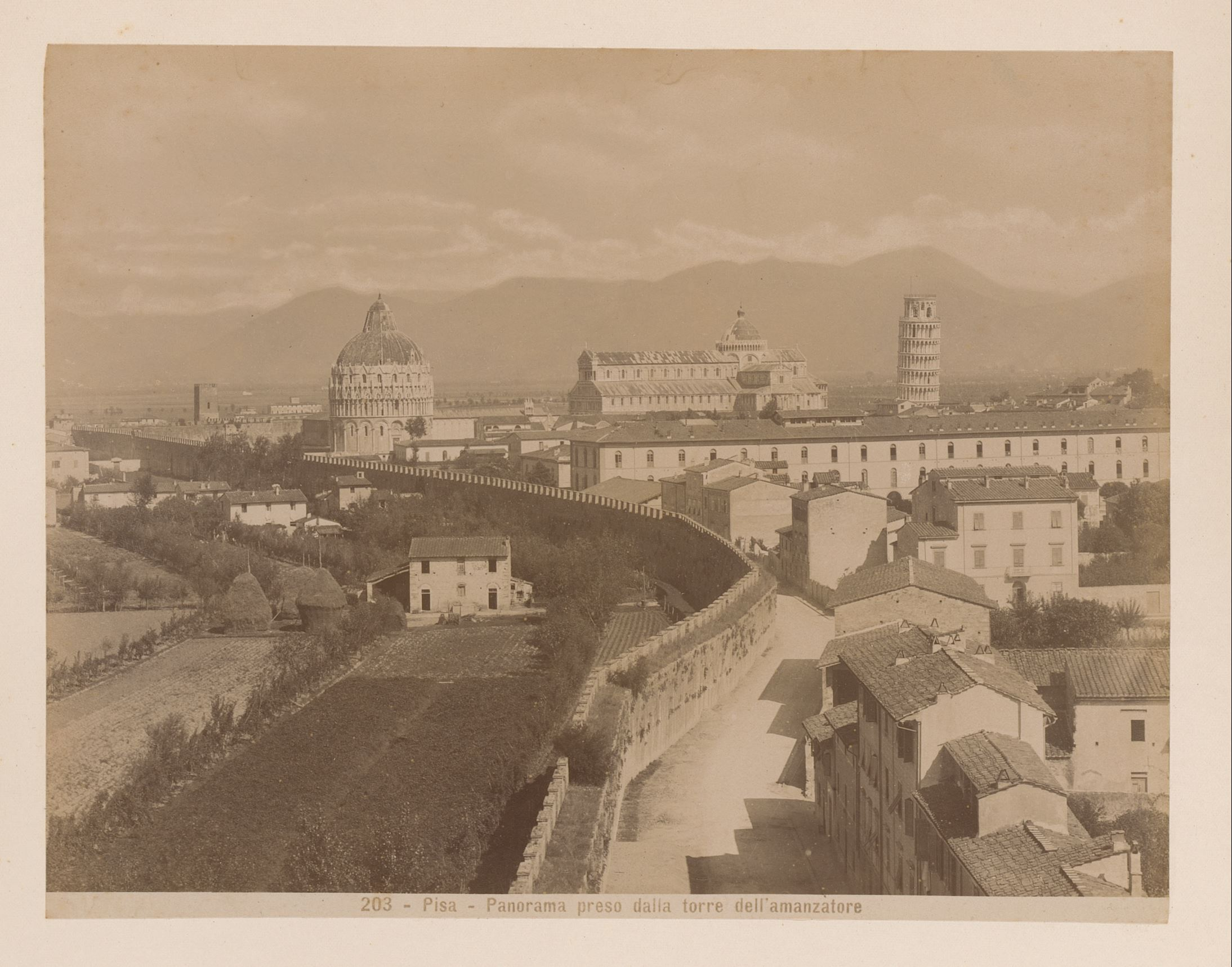
Come apparivano le mura alla fine dell'XIX secolo